# Sierżant Służby Więziennej
Sierżant Służby Więziennej (sierż. SW) – stopień w Służbie Więziennej, odpowiednik stopnia sierżanta w Siłach Zbrojnych RP.
Wzory dystynkcji sierżanta SW zostały określone w rozporządzeniu ministra sprawiedliwości z dnia 7 lutego 2011 w sprawie umundurowania funkcjonariuszy Służby Więziennej.